# Hydroptila pecos
Hydroptila pecos är en nattsländeart som beskrevs av Ross 1941. Hydroptila pecos ingår i släktet Hydroptila och familjen smånattsländor. Inga underarter finns listade i Catalogue of Life.